# Can Febrera (urbanització)
Can Febrera és el nom d'una urbanització del terme municipal de Bigues i Riells del Fai, al Vallès Oriental.
Pren el nom de la masia de Can Febrera, una de les masies històriques del poble de Bigues, en terres de la qual es va formar aquesta urbanització. Està situada a la part nord-oriental del terme municipal, prop del límit amb l'Ametlla del Vallès i a l'esquerra del riu Tenes. És al nord de la rotonda que hi ha a la intersecció de les carreteres BP-1432 (Sant Feliu de Codines - la Garriga) i BV-1435 (C-1415b, a Lliçà d'Amunt - Bigues) i al nord-est de la urbanització de Can Barri. Té a ponent la urbanització del Turó, i al sud-est la que duu l'exòtic nom de Diamant del Vallès. Al seu nord-est hi ha les urbanitzacions de La Miranda (l'Ametlla del Vallès i el Serrat de l'Ametlla, pertanyents al terme municipal de l'Ametlla del Vallès.
El seu territori està delimitat al nord-oest pel torrent de Ca l'Isidret Vell i al sud-est pel torrent de Bonrepòs. Dins de l'àmbit d'aquesta urbanització s'inclou també la masia de Can Gresola i les Granges de la Gresola.
És una de les urbanitzacions petites del terme municipal, ja que el 2005 tenia 176 habitants, que representa el 2,35% del cens municipal.